# Palmas d'Aveyron
Palmas d'Aveyron est une  commune française située dans le département de l'Aveyron, en région Occitanie.
Créée le 1er janvier 2016, sous le statut de commune nouvelle, elle est issue du regroupement des trois communes de Coussergues, Cruéjouls et Palmas.
Le patrimoine architectural de la commune comprend trois immeubles protégés au titre des monuments historiques : l'église Saint-Vincent, inscrite en 1927, l'église Saint-Laurent, inscrite en 1928, et le dolmen de Luc 1, inscrit en 1994.

## Géographie

### Communes limitrophes
Les communes limitrophes sont  Bertholène, Gabriac, Gaillac-d'Aveyron, Laissac-Sévérac l'Église, Lassouts, Pierrefiche, Sainte-Eulalie-d'Olt et Vimenet.
| Gabriac                  | Lassouts                 | Sainte-Eulalie-d'Olt |
| Bertholène               | Palmas d'Aveyron         | Pierrefiche Vimenet  |
| Laissac-Sévérac l'Église | Laissac-Sévérac l'Église | Gaillac-d'Aveyron    |

### Hydrographie

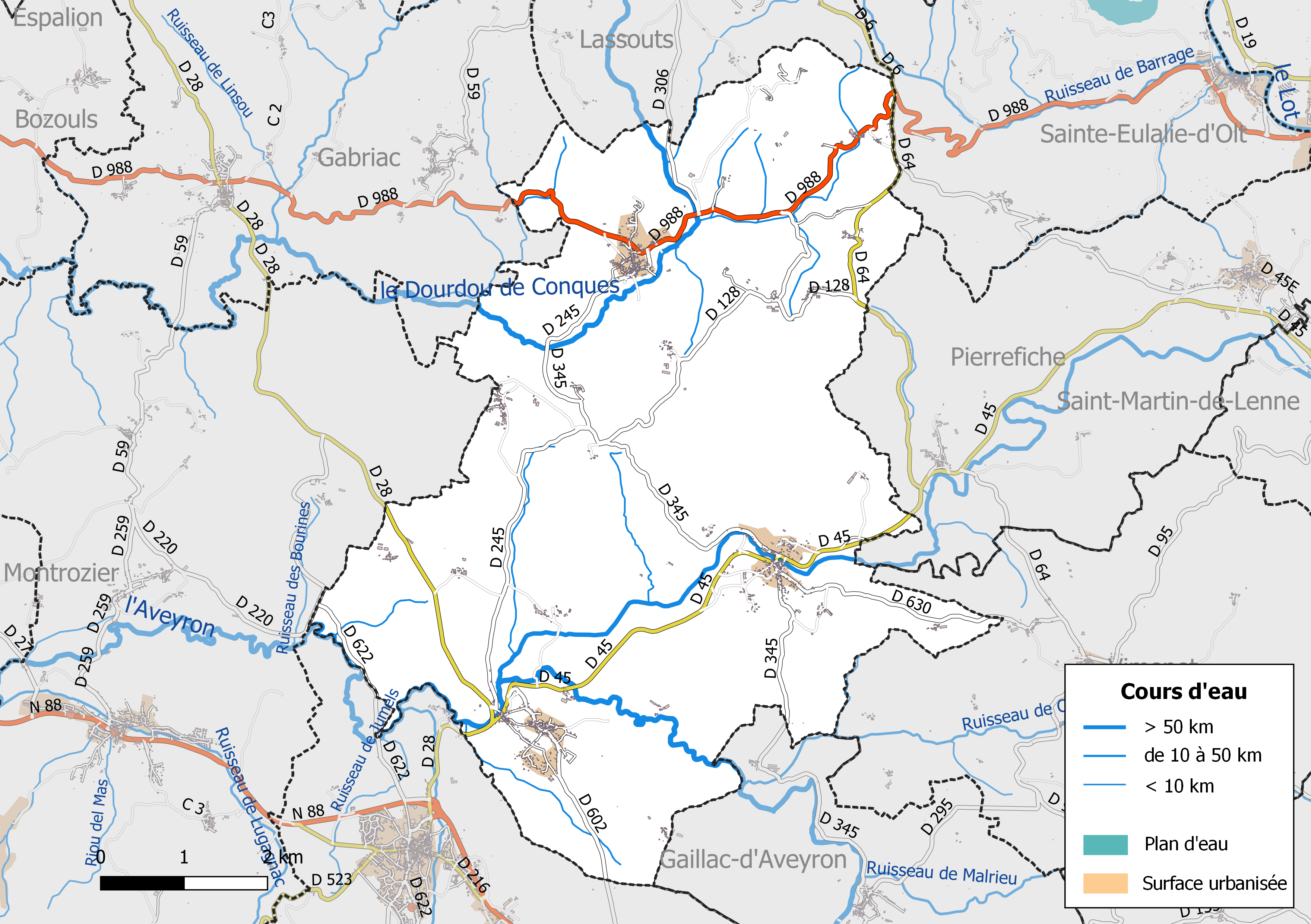
Réseaux hydrographique et routier de Palmas d'Aveyron.

#### Réseau hydrographique
La commune est drainée par l'Aveyron, le Dourdou de Conques, le ruisseau de Serre, le ruisseau de la Fontaine de Luc, le ruisseau de Rigoutals, le ruisseau du Causse et par divers petits cours d'eau.
L'Aveyron, d'une longueur totale de 290,6 km, prend sa source dans la commune de Sévérac d'Aveyron et se jette dans le Tarn à Barry-d'Islemade, après avoir arrosé 60 communes.
Le ruisseau de Serre, d'une longueur totale de 29,4 km, prend sa source dans la commune de Campagnac et se jette dans l'Aveyron à Palmas d'Aveyron, après avoir arrosé 6 communes.

#### Gestion des cours d'eau
La gestion des cours d’eau situés dans le bassin de l’Aveyron est assurée par l’établissement public d'aménagement et de gestion des eaux (EPAGE) Aveyron amont, créé le 1er janvier 2017, en remplacement du syndicat mixte du bassin versant Aveyron amont,,.

### Climat
Pour des articles plus généraux, voir Climat de l'Occitanie et Climat de l'Aveyron.
En 2010, le climat de la commune est de type climat océanique altéré, selon une étude s'appuyant sur une série de données couvrant la période 1971-2000. En 2020, Météo-France publie une typologie des climats de la France métropolitaine dans laquelle la commune est exposée à un climat de montagne et est dans la région climatique Sud-est du Massif Central, caractérisée par une pluviométrie annuelle de 1 000 à 1 500 mm, minimale en été, maximale en automne.
Pour la période 1971-2000, la température annuelle moyenne est de 10,6 °C, avec une amplitude thermique annuelle de 15,9 °C. Le cumul annuel moyen de précipitations est de 1 072 mm, avec 11,9 jours de précipitations en janvier et 6,6 jours en juillet. Pour la période 1991-2020, la température moyenne annuelle observée sur la station météorologique la plus proche, située sur la commune de Saint Geniez d'Olt et d'Aubrac à 13 km à vol d'oiseau, est de 9,0 °C et le cumul annuel moyen de précipitations est de 1 456,2 mm,. Pour l'avenir, les paramètres climatiques de la commune estimés pour 2050 selon différents scénarios d'émission de gaz à effet de serre sont consultables sur un site dédié publié par Météo-France en novembre 2022.

### Milieux naturels et biodiversité

#### Sites Natura 2000

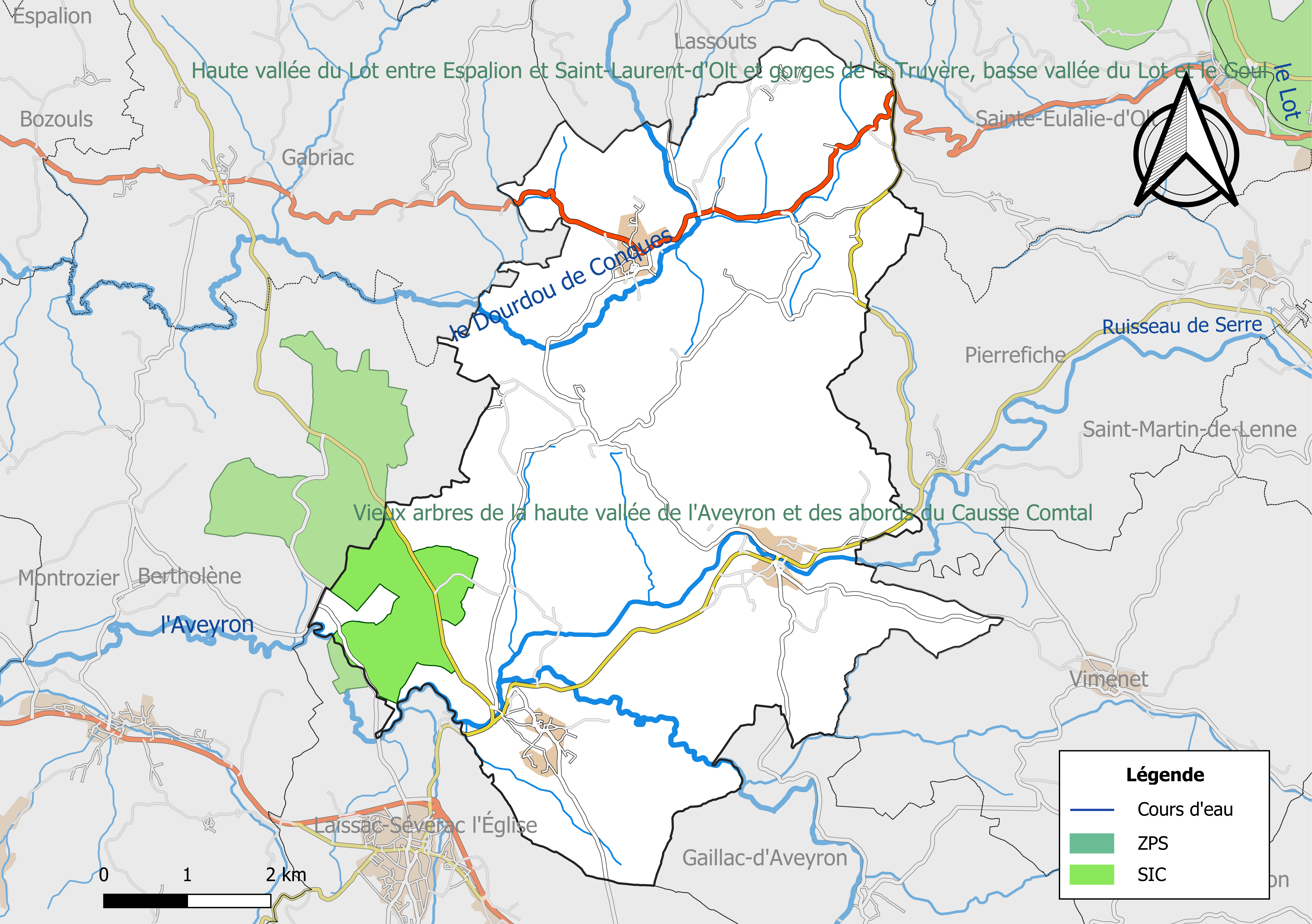
Sites Natura 2000 sur le territoire communal.

Le réseau Natura 2000 est un réseau écologique européen de sites naturels d’intérêt écologique élaboré à partir des Directives « Habitats » et « Oiseaux ». Ce réseau est constitué de Zones spéciales de conservation (ZSC) et de Zones de protection spéciale (ZPS). Dans les zones de ce réseau, les États Membres s'engagent à maintenir dans un état de conservation favorable les types d'habitats et d'espèces concernés, par le biais de mesures réglementaires, administratives ou contractuelles.
Un site Natura 2000 a été défini sur la commune au titre de la « directive Habitats » :
Les « Vieux arbres de la haute vallée de l'Aveyron et des abords du Causse Comtal », d'une superficie de 1 630 ha, est un secteur à très large dominance bocagère comprenant un réseau dense de haies et de bosquets riches en vieux arbres, riche par la présence de nombreux coléoptères dont Osmoderma eremita, de loin la plus grosse population connue en Midi-Pyrénées.

#### Zones naturelles d'intérêt écologique, faunistique et floristique
L’inventaire des zones naturelles d'intérêt écologique, faunistique et floristique (ZNIEFF) a pour objectif de réaliser une couverture des zones les plus intéressantes sur le plan écologique, essentiellement dans la perspective d’améliorer la connaissance du patrimoine naturel national et de fournir aux différents décideurs un outil d’aide à la prise en compte de l’environnement dans l’aménagement du territoire.
Le territoire communal de Palmas d'Aveyron comprend deux ZNIEFF de type 1,,
l'« Agrosystème de Bertholène » (1 490 ha), couvrant 5 communes du département
et la « Rivière Aveyron » (3 500 ha), couvrant 63 communes dont 38 dans l'Aveyron, 5 dans le Tarn et 20 dans le Tarn-et-Garonne
et une ZNIEFF de type 2,,
la « Vallée de l'Aveyron » (14 644 ha), qui s'étend sur 68 communes dont 41 dans l'Aveyron, 5 dans le Tarn et 22 dans le Tarn-et-Garonne.

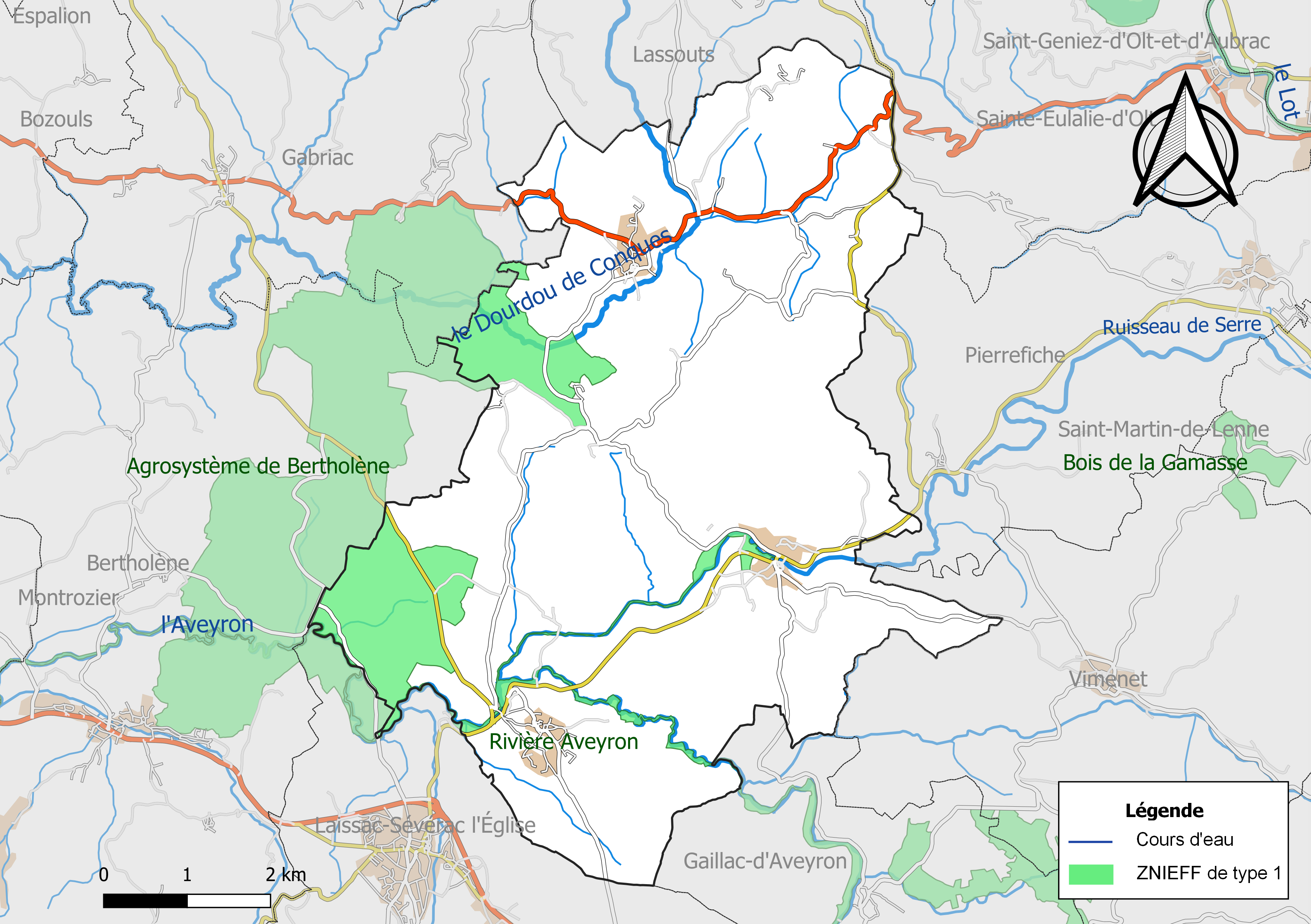
Carte des ZNIEFF de type 1 de la commune.
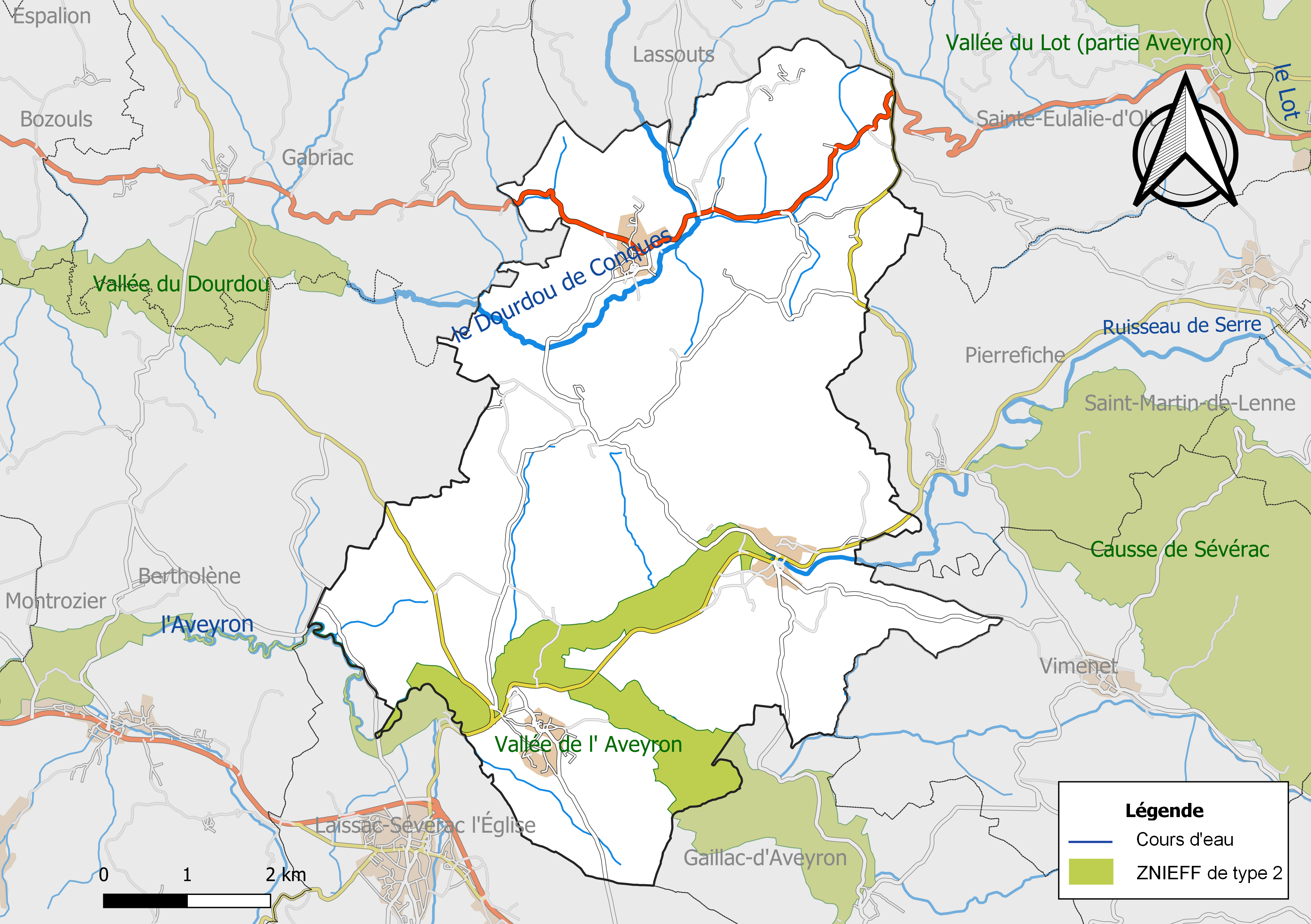
Carte de la ZNIEFF de type 2 de la commune.

## Urbanisme

### Typologie
Au 1er janvier 2024, Palmas d'Aveyron est catégorisée commune rurale à habitat dispersé, selon la nouvelle grille communale de densité à 7 niveaux définie par l'Insee en 2022.
Elle est située hors unité urbaine. Par ailleurs la commune fait partie de l'aire d'attraction de Rodez, dont elle est une commune de la couronne,. Cette aire, qui regroupe 68 communes, est catégorisée dans les aires de 50 000 à moins de 200 000 habitants,.

### Occupation des sols

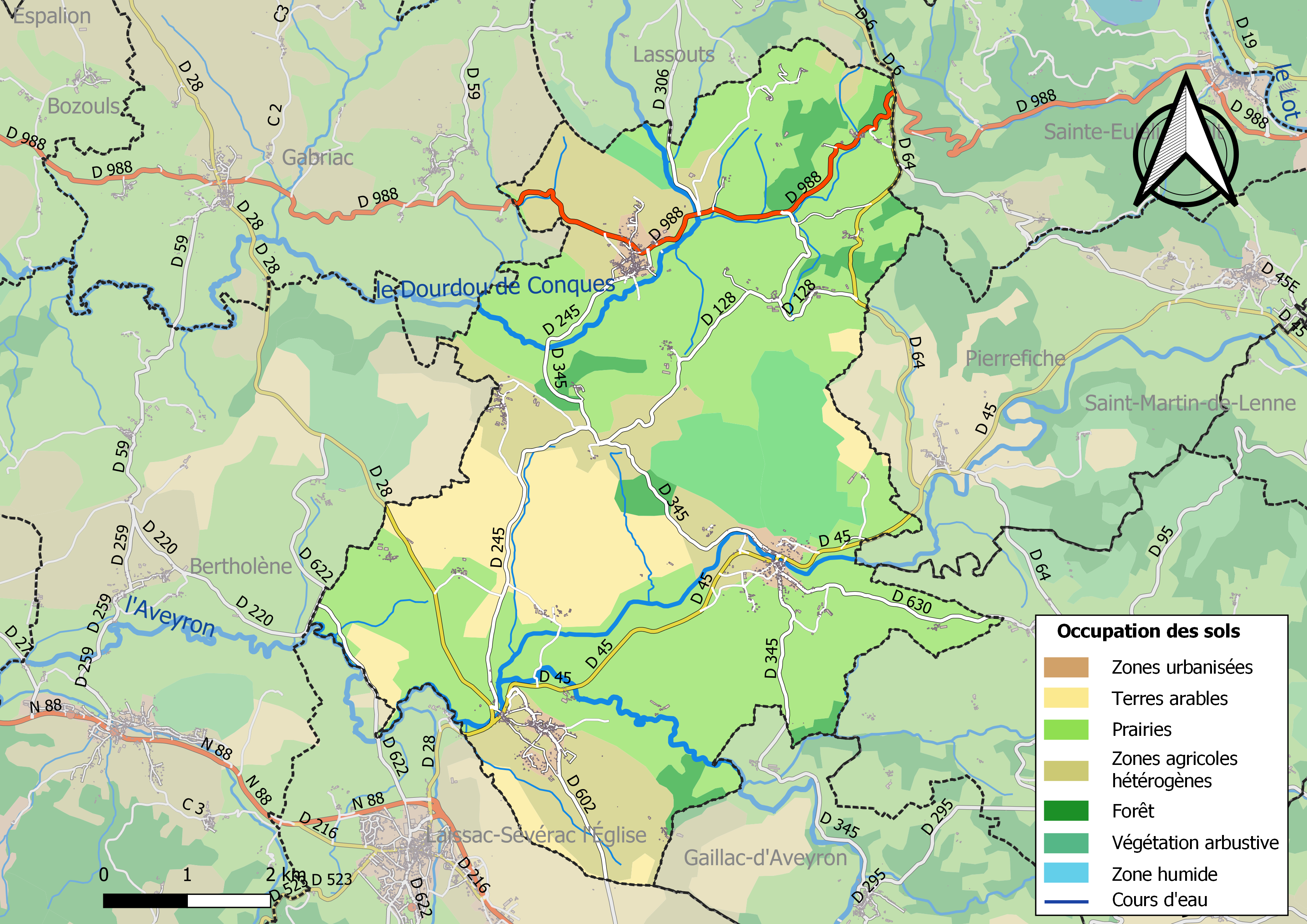
Infrastructures et occupation des sols de la commune de Palmas d'Aveyron.

L'occupation des sols de la commune, telle qu'elle ressort de la base de données européenne d’occupation biophysique des sols Corine Land Cover (CLC), est marquée par l'importance des territoires agricoles (85,5 % en 2018), une proportion sensiblement équivalente à celle de 1990 (85,9 %). La répartition détaillée en 2018 est la suivante :
prairies (53,7 %), zones agricoles hétérogènes (18,2 %), terres arables (13,6 %), milieux à végétation arbustive et/ou herbacée (7,4 %), forêts (4,9 %), zones urbanisées (2,2 %).

### Planification de l'aménagement
La commune disposait en 2017 d'une carte communale approuvée.

### Risques naturels et technologiques
Le territoire de la commune de Palmas d'Aveyron est vulnérable à différents aléas naturels : inondations, climatiques (hiver exceptionnel ou canicule), feux de forêts et séisme (sismicité faible).
Il est également exposé à un risque technologique, le transport de matières dangereuses, et à un risque particulier, le risque radon,.

#### Risques naturels

Zones inondables de la commune de Palmas d'Aveyron.

Certaines parties du territoire communal sont susceptibles d’être affectées par le risque d’inondation par débordement de l'Aveyron et du Dourdou de Conques. Les dernières grandes crues historiques, ayant touché plusieurs parties du département, remontent aux 3 et 4 décembre 2003 (dans le bassin du Lot, de l'Aveyron, du Viaur et du Tarn) et au 28 novembre 2014 (bassins de la Sorgues et du Dourdou). Ce risque est pris en compte dans l'aménagement du territoire de la commune par le biais du Plan de prévention du risque inondation (PPRI) Aveyron amont, approuvé le 24 novembre 2017.
Le Plan départemental de protection des forêts contre les incendies découpe le département de l’Aveyron en sept « bassins de risque » et définit une sensibilité des communes à l’aléa feux de forêt (de faible à très forte). La commune est classée en sensibilité faible.
Les mouvements de terrains susceptibles de se produire sur la commune sont soit des mouvements liés au retrait-gonflement des argiles, soit des effondrements liés à des cavités souterraines. Le phénomène de retrait-gonflement des argiles est la conséquence d'un changement d'humidité des sols argileux. Les argiles sont capables de fixer l'eau disponible mais aussi de la perdre en se rétractant en cas de sécheresse. Ce phénomène peut provoquer des dégâts très importants sur les constructions (fissures, déformations des ouvertures) pouvant rendre inhabitables certains locaux. La carte de zonage de cet aléa peut être consultée sur le site de l'observatoire national des risques naturels Géorisques. Une autre carte permet de prendre connaissance des cavités souterraines localisées sur la commune,.

#### Risques technologiques
Le risque de transport de matières dangereuses sur la commune est lié à sa traversée par une route à fort trafic. Un accident se produisant sur une telle infrastructure est en effet susceptible d’avoir des effets graves au bâti ou aux personnes jusqu’à 350 m, selon la nature du matériau transporté. Des dispositions d’urbanisme peuvent être préconisées en conséquence.

#### Risque particulier
Dans plusieurs parties du territoire national, le radon, accumulé dans certains logements ou autres locaux, peut constituer une source significative d’exposition de la population aux rayonnements ionisants. Toutes les communes du département sont concernées par le risque radon à un niveau plus ou moins élevé. Selon le dossier départemental des risques majeurs du département établi en 2013, la commune de Palmas d'Aveyron est classée à risque moyen à élevé. Un décret du 4 juin 2018 a modifié la terminologie du zonage définie dans le code de la santé publique et a été complété par un arrêté du 27 juin 2018 portant délimitation des zones à potentiel radon du territoire français. La commune est désormais en zone 3, à savoir zone à potentiel radon significatif.

## Histoire
Les informations relatives à l'histoire de cette commune sont la fusion des données des communes fusionnées.
Après délibération concordantes des trois conseils municipaux sollicitant la fusion de leurs communes, la commune nouvelle est créée par l'arrêté préfectoral du 30 novembre 2015 qui a pris effet le 1er janvier 2016 entrainant la transformation des trois anciennes communes en « communes déléguées ». Son siège est fixé à la mairie de l'ancienne commune de Palmas

## Politique et administration

### Découpage territorial
La commune de Palmas d'Aveyron est membre de la communauté de communes Des Causses à l'Aubrac, un établissement public de coopération intercommunale (EPCI) à fiscalité propre créé le 1er janvier 2017 dont le siège est à Palmas d'Aveyron. Ce dernier est par ailleurs membre d'autres groupements intercommunaux.
Sur le plan administratif, elle est rattachée à l'arrondissement de Rodez, au département de l'Aveyron et à la région Occitanie. Sur le plan électoral, elle dépend du  canton de Lot et Palanges pour l'élection des conseillers départementaux, depuis le redécoupage cantonal de 2014 entré en vigueur en 2015, et de la première circonscription de l'Aveyron  pour les élections législatives, depuis le dernier découpage électoral de 2010.

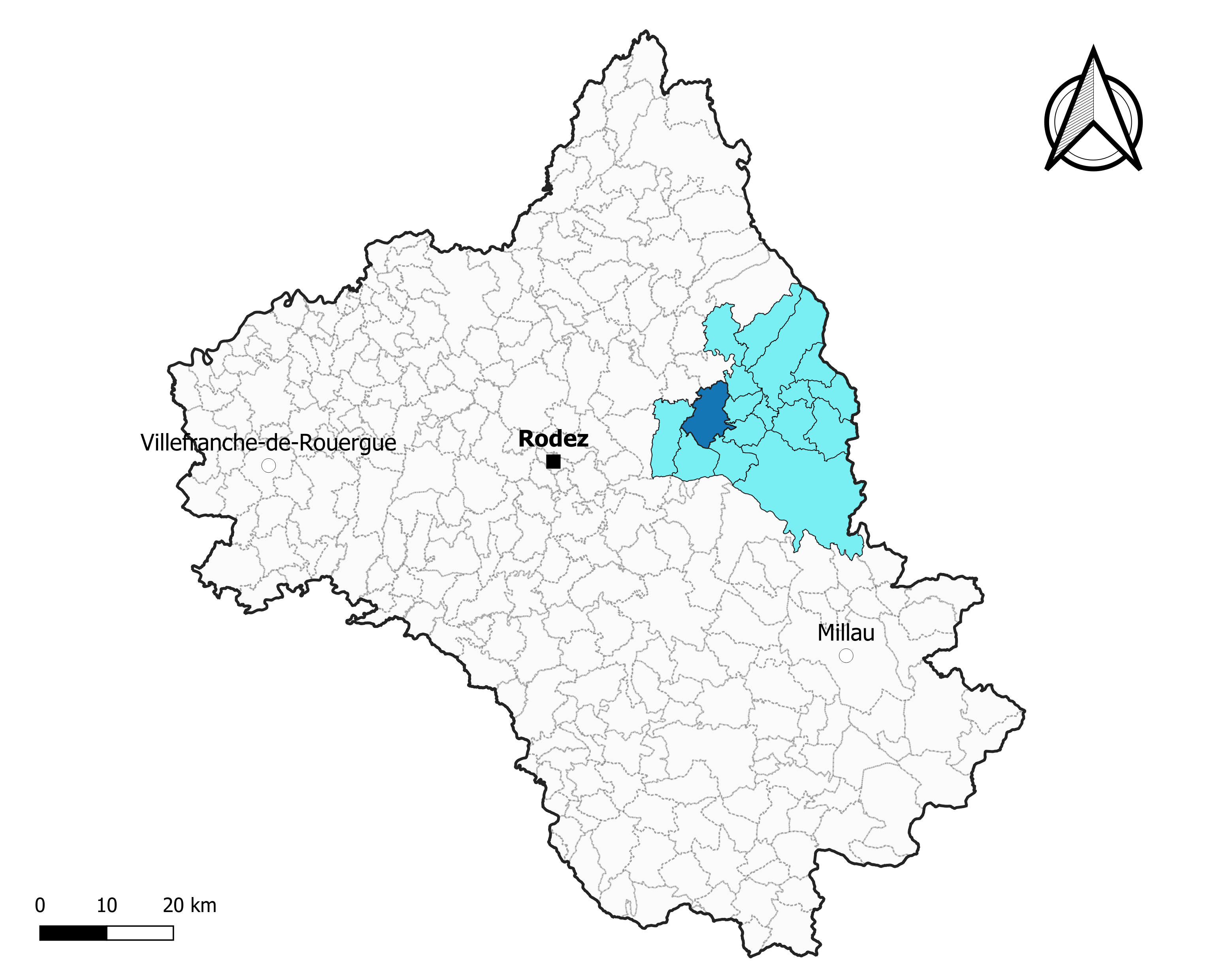
Palmas d'Aveyron dans l'intercommunalité en 2020.
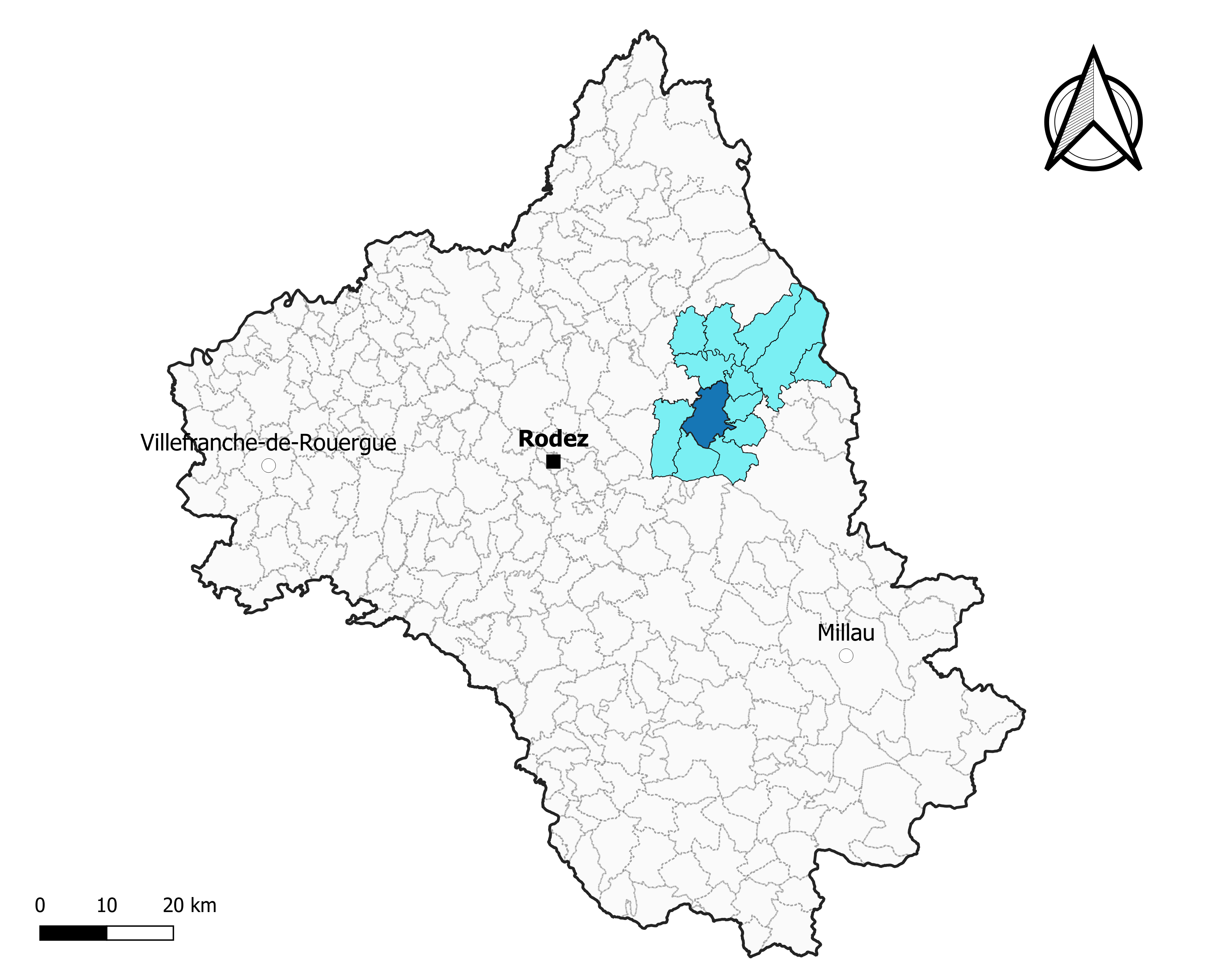
Palmas d'Aveyron dans le canton de Lot et Palanges en 2020.
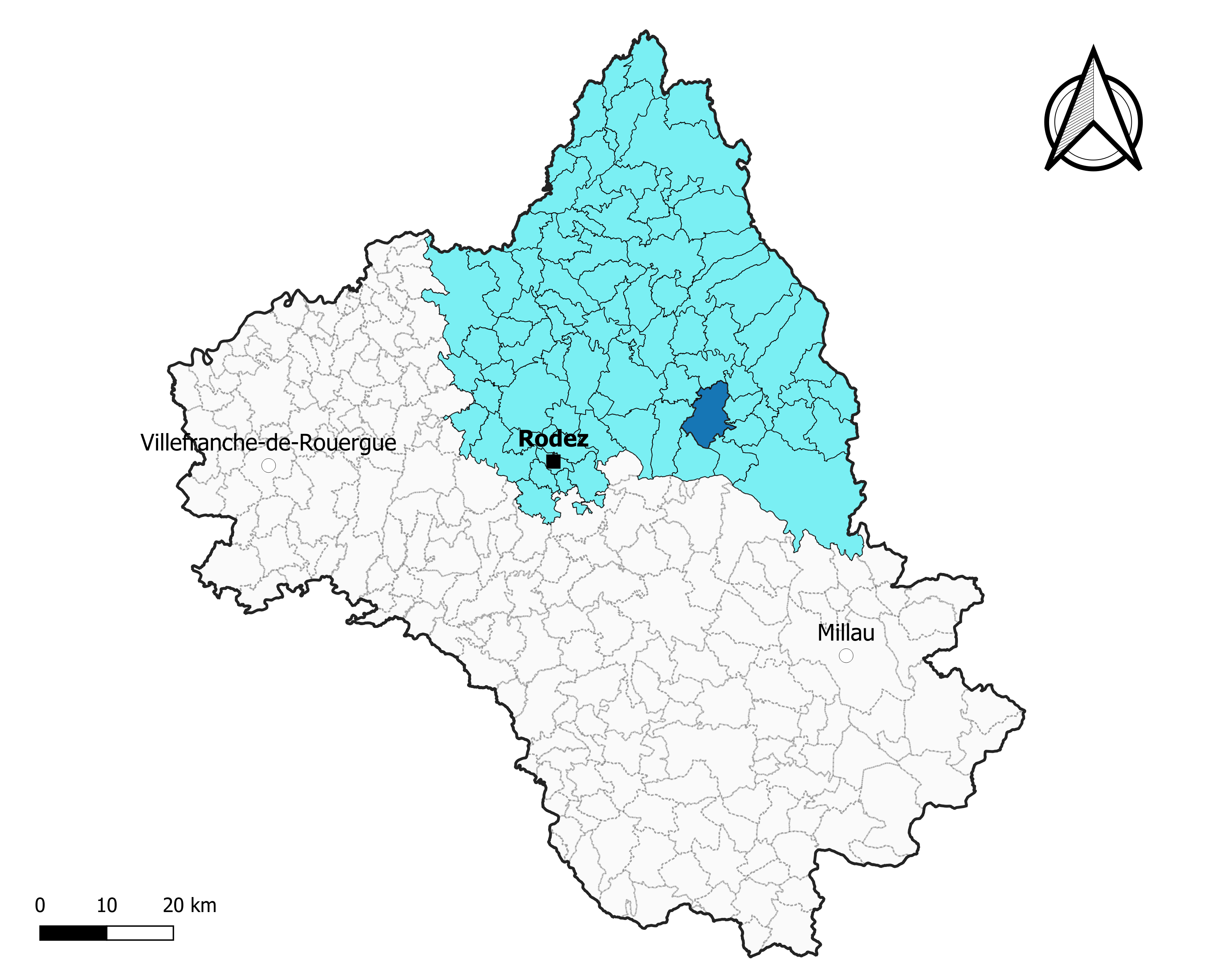
Palmas d'Aveyron dans l'arrondissement de Rodez en 2020.

### Élections municipales et communautaires

#### Élections de 2020
Le conseil municipal de Palmas d'Aveyron, commune de plus de 1 000 habitants, est élu au scrutin proportionnel de liste à deux tours (sans aucune modification possible de la liste), pour un mandat de six ans renouvelable.
Compte tenu de la population communale, le nombre de sièges à pourvoir lors des élections municipales de 2020 est de 19. Les dix-neuf conseillers municipaux sont élus au premier tour avec un taux de participation de 75,42 %, se répartissant en quinze issus de la liste conduite par Catherine Sannie-Carriere et quatre issus de celle de Jean-Paul Peyrac.
| Tête de liste             | Suffrages | Pourcentage | CM | CC |
| ------------------------- | --------- | ----------- | -- | -- |
| Catherine Sannie-Carriere | 315       | 50,31 %     | 15 | 2  |
| Jean-Paul Peyrac          | 311       | 49,68 %     | 4  | 1  |

Catherine Sannie-Carrière, dont la liste a obtenu quatre voix de plus que celle du maire sortant, est élue nouvelle maire de la commune le 23 mai 2020.
Les trois sièges attribués à la commune au sein du conseil communautaire de la communauté de communes Des Causses à l'Aubrac se répartissent en : liste de Catherine Sannie-Carriere (2) et liste de Jean-Paul Peyrac (1).

#### Liste des maires
| Période        | Période       | Identité                  | Étiquette | Qualité |
| -------------- | ------------- | ------------------------- | --------- | --- |
| janvier 2016   | juillet 2020  | Jean-Paul Peyrac          | DVD       | Cadre Maire de Cruéjouls (1995 → 2015) Président de la CC du canton de Laissac (2008 → 2016) Président de la CC Des Causses à l'Aubrac (2017 → 2020) Conseiller général de Laissac (2011 → 2015) |
| juillet 2020   | novembre 2023 | Catherine Sannié-Carrière |           | Agricultrice Démissionnaire |
| novembre 2023, | janvier 2024  | Marie-Noëlle Domergue     |           | Fonctionnaire Mandat écourté par la démission (en partie d'office) d'une partie du conseil municipal                                                                                             |
| février 2024   | En cours      | Hélène Constans           |           | |

## Population et société

### Démographie
La population des anciennes communes puis de la commune nouvelle est connue par les recensements menés régulièrement par l'Insee. Ces chiffres concernent le territoire de l'actuelle commune nouvelle.
En 2025, la commune nouvelle comptait 1 027 habitants.
| 1968 | 1975 | 1982 | 1990 | 1999 | 2009 | 2014  | 2020  |
| ---- | ---- | ---- | ---- | ---- | ---- | ----- | ----- |
| 925  | 846  | 790  | 746  | 795  | 952  | 1 049 | 1 028 |

## Culture locale et patrimoine

### Lieux et monuments
- Église Saint-Laurent de Cruéjouls ;
- église Saint-Vincent de Palmas ;
- église fortifiée de Coussergues ;
- église Saint-Pierre de Coussergues ;
- chapelle Notre-Dame-des-Sept-Douleurs de Coussergues.

## Pour approfondir